# Ricardo Medina Moyano
Ricardo Medina Moyano (Bogotá, 10 de marzo de 1930-Bogotá, 6 de noviembre de 1985) fue un abogado y jurista colombiano, egresado de la Universidad del Cauca, muerto por el Ejército Nacional de Colombia siendo magistrado de la Corte Suprema de Justicia, Sala Constitucional, el 6 de noviembre de 1985 durante la Toma del Palacio de Justicia perpetrada por la guerrilla Movimiento 19 de abril (M-19) y la posterior retoma, llevada a cabo por Fuerza Pública.